# Penwortel
Een penwortel is een sterke hoofdwortel die voorkomt bij een aantal planten. Hij groeit recht naar beneden.
Bij boomsoorten zoals den, eik en es verankert de wortel de boom en zorgt ervoor dat deze ook uit diepere bodemlagen water en voedingsstoffen kan halen. Andere planten maken een sterk verdikte penwortel voor opslag van reservevoedsel. Vaak zijn dit tweejarige soorten, maar hij komt ook voor bij eenjarige planten zoals herderstasje. De vorm van de wortel kan per soort sterk verschillen. Hij kan kort tot zeer lang en min of meer rond, conisch of cilindervormig zijn.

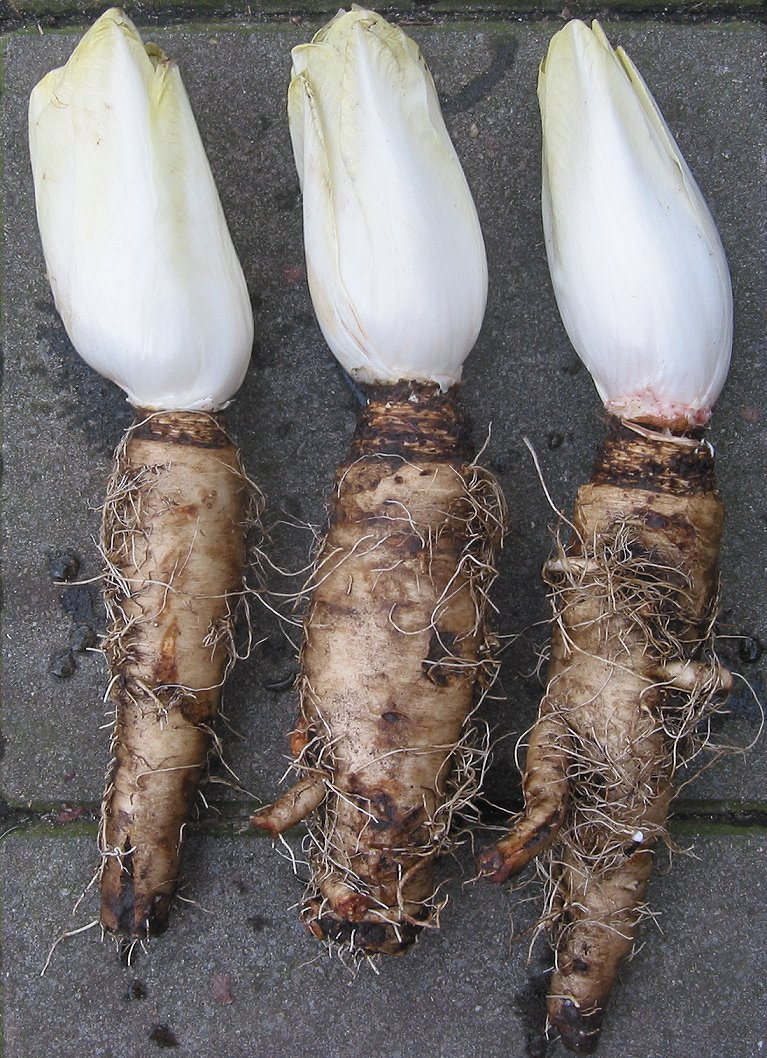
Witlof groeit als een plant met een penwortel
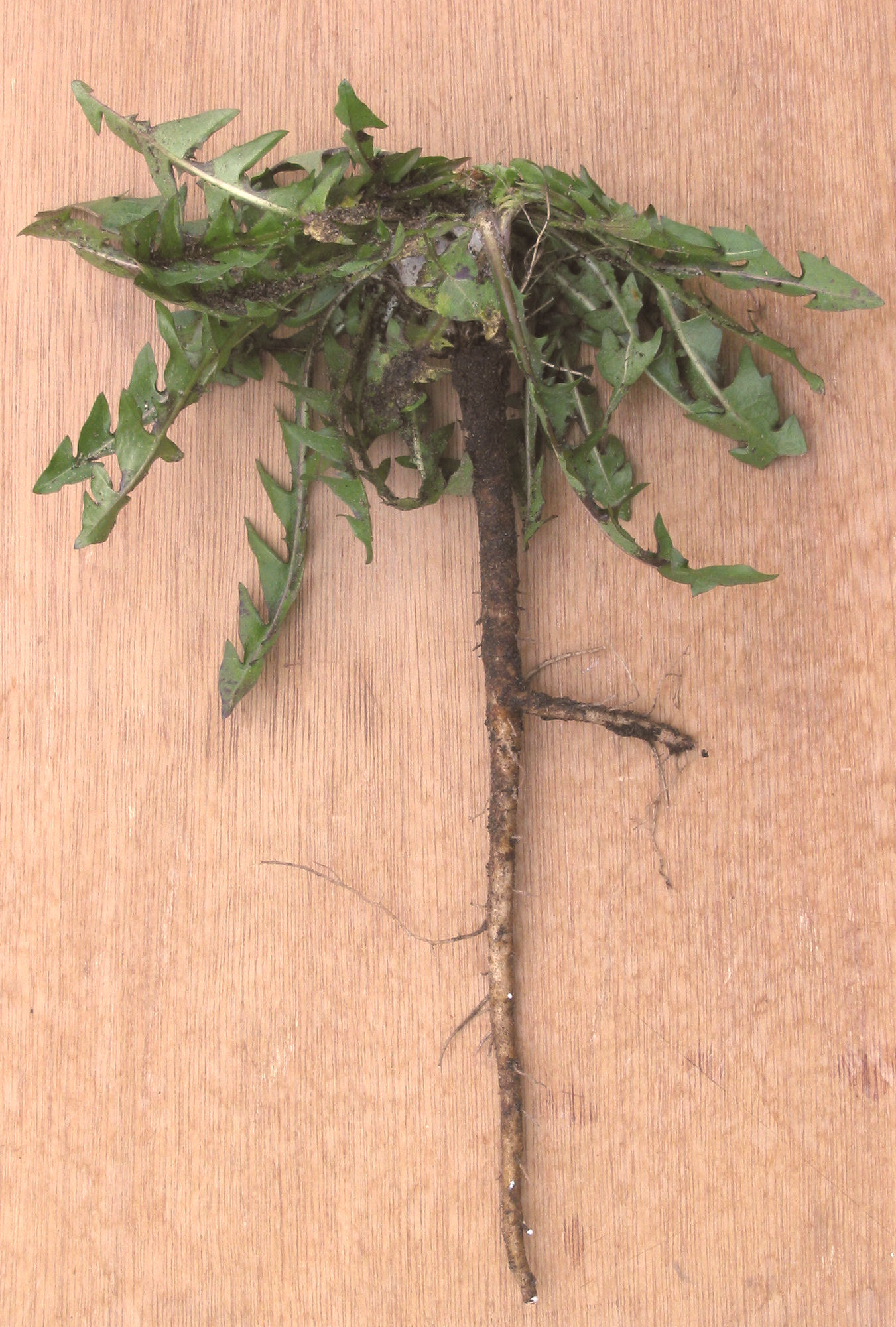
Paardenbloem met penwortel
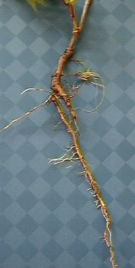
Penwortel van een jonge boom

Een aantal penwortels wordt als voedsel voor mens of dier gebruikt. Voorbeelden zijn worteltjes, schorseneren en voederbieten. Bij witlof worden de reservestoffen uit de penwortel door middel van 'trek' omgezet in een witlofkrop. In verdikte wortels kunnen belangrijke inhoudsstoffen voorkomen, zoals sacharose in suikerbieten en inuline en fructose in cichorei. 
Bij een aantal plantensoorten, zoals de paardenbloem, kan een stuk van de penwortel een nieuwe plant vormen. Hierdoor vermeerderen ze zich gemakkelijk.